# Section 25
I Section 25 sono un gruppo musicale post-punk inglese attivo dal 1977. Sono conosciuti in particolare per il singolo Looking from a Hilltop.

## Formazione
Attuale
- Bethany Cassidy
- Joanna Cassidy
- Vincent Cassidy
- Stephen Stringer

Ex componenti
- Ian Butterworth
- Larry Cassidy
- Angela Flowers
- Stuart Hill
- Jenny Ross
- Lee Shallcross
- Paul Wiggin
- Roger Wikeley

## Discografia
Album
- 1981: Always Now
- 1982: The Key of Dreams
- 1984: From the Hip
- 1988: Love & Hate
- 2007: Part-Primitiv
- 2009: Nature + Degree
- 2010: Retrofit
- 2013: Dark Light